# Ян Старший
Ян Старший (словац. Ján Starší; 17 жовтня 1933, Сокольце, Комарно, Чехословаччина — 13 квітня 2019) — чехословацький хокеїст, нападник та тренер.

## Клубна кар'єра
У чехословацькій хокейній лізі грав за братиславський «Слован» (1952—1954, 1956—1966) та празький «Спартак Соколово» (1954—1956). Найкращий снайпер ліги 1960 (27 голів), 1961 (35). Всього в чемпіонаті Чехословаччини провів 299 матчів (267 голів).

## Виступи у збірній
У складі національної збірної був учасником зимових Олімпійських ігор 1960 у Скво-Веллі.
Брав участь у п'яти чемпіонатах світу та Європи (1958—1961, 1963). Другий призер чемпіонату світу 1961; третій — 1959, 1963. На чемпіонатах Європи — одна золота (1961), дві срібні (1959, 1960) та дві бронзові нагороди (1958, 1963). На чемпіонатах світу та Олімпійських іграх провів 36 матчі (17 закинутих шайб), а всього у складі збірної Чехословаччини — 73 матчі та 29 голів.

## Тренерська діяльність
Найбільш відомий по роботі у збірній Чехословаччини. У 1974—1979 роках був асистентом Карела Гута. Під керівництвом цих тренерів головна команда країни двічі здобувала перемоги на чемпіонатах світу (1976, 1977) та чотири рази отримувала срібні нагороди (1974, 1975, 1978, 1979). У 1976 році національна збірна грала у фіналі кубка Канади та отримала срібні нагороди на Олімпійських іграх в Інсбруку. 1986 року повернувся до збірної головним тренером. На чемпіонаті світу 1987 команда здобула бронзові нагороди. Цього ж року грала у півфіналі кубка Канади.
На клубному рівні працював у братиславському «Словані» (1968—1974) та німецьких клубах «Баварія», «Різерзеє» (чемпіон Німеччини 1982) та «Розенгайм» (чемпіон Німеччини 1989).

## Хокейні зали слави
З 1999 року член зали слави міжнародної федерації хокею із шайбою. У 2002 році був введений до зали слави словацького хокею, у 2009 — німецького хокею, а у 2010 — чеського хокею. Член чеського «Клубу хокейних снайперів» (296 закинутих шайб).

## Нагороди та досягнення

### Гравець
| Нагороди                 | Команда               | Кіл. | Роки                         |
| ------------------------ | --------------------- | ---- | ---------------------------- |
| Чемпіонат світу          |                       |      |                              |
| Срібло                   | Чехословаччина        | 1    | 1961                         |
| Бронза                   | Чехословаччина        | 2    | 1959, 1963                   |
| Чемпіонат Європи         |                       |      |                              |
| Золото                   | Чехословаччина        | 1    | 1961                         |
| Срібло                   | Чехословаччина        | 2    | 1959, 1960                   |
| Бронза                   | Чехословаччина        | 2    | 1958, 1963                   |
| Чемпіонат Чехословаччини |                       |      |                              |
| Срібло                   | «Слован» (Братислава) | 5    | 1960, 1961, 1962, 1964, 1965 |
| Бронза                   | «Спартак Соколово»    | 1    | 1956                         |
| Бронза                   | «Слован» (Братислава) | 2    | 1963, 1966                   |

### Головний тренер
| Нагороди            | Команда        | Кіл. | Роки |
| ------------------- | -------------- | ---- | ---- |
| Чемпіонат світу     |                |      |      |
| Бронза              | Чехословаччина | 1    | 1987 |
| Кубок Канади        |                |      |      |
| Півфінал            | Чехословаччина | 1    | 1987 |
| Чемпіонат Німеччини |                |      |      |
| Золото              | «Різерзеє»     | 1    | 1982 |
| Золото              | «Розенгайм»    | 1    | 1989 |